# Laophontodes whitsoni
Laophontodes whitsoni is een eenoogkreeftjessoort uit de familie van de Ancorabolidae. De wetenschappelijke naam van de soort is voor het eerst geldig gepubliceerd in 1912 door Scott T..